# ثاديوس لويس
ثاديوس لويس (بالإنجليزية: Thad Lewis)‏ (و. 1987  م) هو لاعب كرة قدم أمريكية أمريكي، ولد في هياليه، فلوريدا، مركز لعبه هو ظهير ربعي.

## التعليم
تعلم في Hialeah-Miami Lakes Senior High School ‏
.

## روابط خارجية
- ثاديوس لويس على موقع مرجع كرة القدم المحترفة.كوم (الإنجليزية)
- ثاديوس لويس على موقع كلية كرة القدم في سبورتس رفرنس.كوم (الإنجليزية)